# Leonhard Hansen
Leonhard Richard Hansen (* 1950 in Aachen) ist ein deutscher Allgemeinmediziner aus Alsdorf. Er ist außerdem ehemaliger Vorsitzender der KV-Nordrhein, ehemaliger stellvertretender Vorsitzender der kassenärztlichen Bundesvereinigung sowie ehemaliger stellvertretender Vorsitzender des Bundesverbandes der Knappschaftsärzte.

## Beruflicher Werdegang
Leonhard Hansen legte 1969 sein Abitur am staatlichen neusprachlichen Gymnasium Alsdorf ab und begann noch im selben Jahr sein Studium der Medizin, welches er 1975 abschloss und in Würzburg, Wien sowie in Irvine (Kalifornien) absolvierte. 1975 bis 1979 arbeitete er als Medizinalassistent in Roding und im Klinikum rechts der Isar in München. Daraufhin nahm er im Jahr 1979 eine Tätigkeit als Assistenzarzt in der Abteilung für Innere Medizin des Kreiskrankenhauses Marienhöhe (heute Rhein-Maas Klinikum) in Würselen an. Im Jahr 1980 ließ er sich als praktischer Arzt in Alsdorf nieder.
1985 wurde er Mitglied der Kammerversammlung der kassenärztlichen Vereinigung Nordrhein und übernahm im Jahr 2000 ihren Vorsitz. Vom Jahr 2000 bis zum Jahr 2004 besetzte er zudem den Posten als stellvertretender Vorsitzender der kassenärztlichen Bundesvereinigung. Im Juni 2009 kündigte er an, seinen Vorsitz in der kassenärztlichen Vereinigung Nordrhein aufzugeben und trat letztendlich zurück. Als Grund gab er eine Zerrüttung des Vertrauensverhältnisses zwischen einer Mehrheit der Vertreterversammlung und dem Vorstand der KV-Nordrhein an.
Er übte außerdem eine Lehrtätigkeit für Allgemeinmedizin an der RWTH-Aachen aus. Darüber hinaus war er seit 2000 als stellvertretender Vorsitzender der medizinischen Gesellschaft der RWTH-Aachen tätig.

## Medienpräsenz und Engagement
Leonhard Hansen verfasste Artikel für die deutsche Ärztezeitung. Zudem war er Interviewpartner in TV-Beiträgen, beispielsweise im ZDF, der ARD oder dem rbb,  und nahm an fachbezogenen Diskussionsrunden teil. So war Hansen in TV-Sendungen wie Anne Will, Hart aber fair, Frontal sowie Kontraste zu Gast oder fand dort Erwähnung. Er gab außerdem fachbezogene Interviews für verschiedene Zeitschriften oder wurde in diesen zitiert. Darunter fanden sich zum Beispiel die deutsche Ärztezeitung, die Berliner Morgenpost und die Zeitschriften Stern, Die Zeit und Der Spiegel.
Er setzte sich dabei insbesondere aktiv gegen die Preisgestaltung der Pharmaindustrie für Arzneimittel ein. So ist er beispielsweise im mehrfach ausgezeichneten Dokumentarfilm Das Pharmakartell, welcher 2008 vom Fernsehmagazin Frontal im ZDF ausgestrahlt wurde, als Interviewpartner zu sehen. Nach eigenen Angaben führten seine die Pharmaindustrie kritisierenden Äußerungen dazu, dass er Opfer von Anfeindungen und Drohungen wurde.